# Унженская железная дорога
Унженская железная дорога (Сухобезводное ↔ Лапшанга) − историческая железная дорога. После открытия моста через Волгу должна была связать старый и новый ход Транссибирской магистрали.
Дорога прокладывалась в меридиональном направлении и в дальнейшем планировалось её продолжение на север в сторону Великого Устюга и Котласа. Грузовой базой должны были стать лес и воркутинский уголь, перевозимые в Поволжье и центр страны.

## История
Узловая станция Сухобезводное на линии Нижний Новгород ↔ Котельнич была построена в 1933 году. От неё началось строительство 180 км магистрали для прямого выхода на Северную дорогу. Отчасти её строительство обуславливалось тем, что границы Горьковского края простирались гораздо дальше образованной затем Горьковской области.
Когда край расформировали, в тайге уже было проложено полторы сотни километров.
Опорными станциями с паровозными депо стали Сухобезводное и Лапшанга. Также работали станции Каливец, разъезд 93-й км, Поеж, Выгорка. Недостроенной осталась станция Ступино на подступах к реке Унже. Сооружение моста и последних километров до Брантовки начать не успели.
После прекращения строительства магистрали, построенная линия стала использоваться Унжлагом и входила в систему НКВД. В междуречье Ветлуги и Унжи был создан не один десяток лагерей, которые занимались разработкой леса. Велось строительство боковых веток широкой и узкой колеи. Каждая из них заканчивалась отдельным лагерным пунктом.
Летом 1941 года началась разборка недостроенных участков. В августе началась эвакуация предприятий. Часть оборудования оставляли в вагонах на тупиковых ветках. В том числе для этого использовалась и унженская линия. Такие вагоны, заняв десятки километров пути, простояли на ней почти до конца войны.
После смерти Сталина началось освобождение заключённых и закрытие лагерей.
В 1963 году линия была передана Горьковской железной дороге. Шпалы были гнилые, во многих местах отсутствовали насыпи, в сырое время года движение закрывалось. Дальние участки были разобраны, от паровозного депо в Лапшанге остались только развалины. Движение было открыто для общего пользования на участке Сухобезводное ↔ Лапшанга протяжённостью 56 км. В составе ГЖД малодеятельная линия не приносила доходов и средства в её ремонт не вкладывали.
В конце зимы 1997 года вода затопила долгое время не ремонтировавшиеся пути и поезд до станции Лапшанга отменили. Летом причиной отказа от возобновления перевозок стали
высокая стоимость капитального ремонта пути и нерентабельность линии. Пассажирское движение осуществлялось только до станции Постой.
После закрытия линии на прилегающей территории до минимума упало производство. В посёлке Северный остановился один из крупнейших в стране леспромхозов. Путь до него из Нижнего Новгорода по автомобильным дорогам увеличился вдвое, причём последние 50 из 250 км представляли собой бездорожье.
В 2005 году эксплуатация участка Постой ↔ Лапшанга официально прекратилась, а в 2007 году поезда перестали ходить и до Постоя.

## Современное состояние
В 2008 году восстановительный поезд со станции Канаш начал работы на заброшенном пути. В работе были также задействованы восстановительный поезд со станции Шахунья и рабочие ПМС-40 дистанции пути Горький-Московский. Старогодные рельсы были уложены на железобетонные шпалы. Также были обустроены пассажирские платформы. Горьковская железная дорога вложила в реконструкцию 320 млн рублей. На средства руководителя «Сиблеса» в Лапшанге было построено рубленное здание вокзала.
1 августа 2009 года состоялась торжественная церемония открытия, на которой присутствовали губернатор области Валерий Шанцев и начальник ГЖД Сергей Козырев.
По вновь открытой ветке были запущены две пары поездов. К 2012 году их число увеличось до трех. Для Горьковской дороги линия является убыточной, но она имеет большое социальное значение для нескольких тысяч местных жителей, обеспечивая пассажирские перевозки и транспортную доступность предприятий, на которых они работают.

## Память
Летом 2009 года в Макарьеве Костромской области был открыт памятник жертвам сталинских репрессий, выполненный в виде поклонного креста. Конструктивная основой монумента стали рельсы заброшенной узкоколейной железной дороги, некогда связывавшей различные лагерные пункты и лесозаготовки Унженского исправительно-трудового лагеря (Унжлага), образованного 5 февраля 1938 года и численность заключённых в котором достигала 30 тысяч человек.